# Pedro dos Santos Soares
Pedro dos Santos Soares (Trigaches, Beringel, Beja, 13 de Janeiro de 1915 – Vila Franca de Xira, 10 de Maio de 1975) foi um político revolucionário antifascista e comunista português, militante do Partido Comunista Português e deputado à Assembleia Constituinte da III República Portuguesa.

## Biografia

### Nascimento
Pedro dos Santos Soares nasceu na aldeia de Trigaches, então pertencente à freguesia de Beringel, em Beja, em 13 de Janeiro de 1915. Era filho do empregado comercial Luís António Soares e de Olívia dos Santos Espinho Soares, doméstica, ambos naturais da freguesia de Beringel. Frequentou o liceu em Beja.

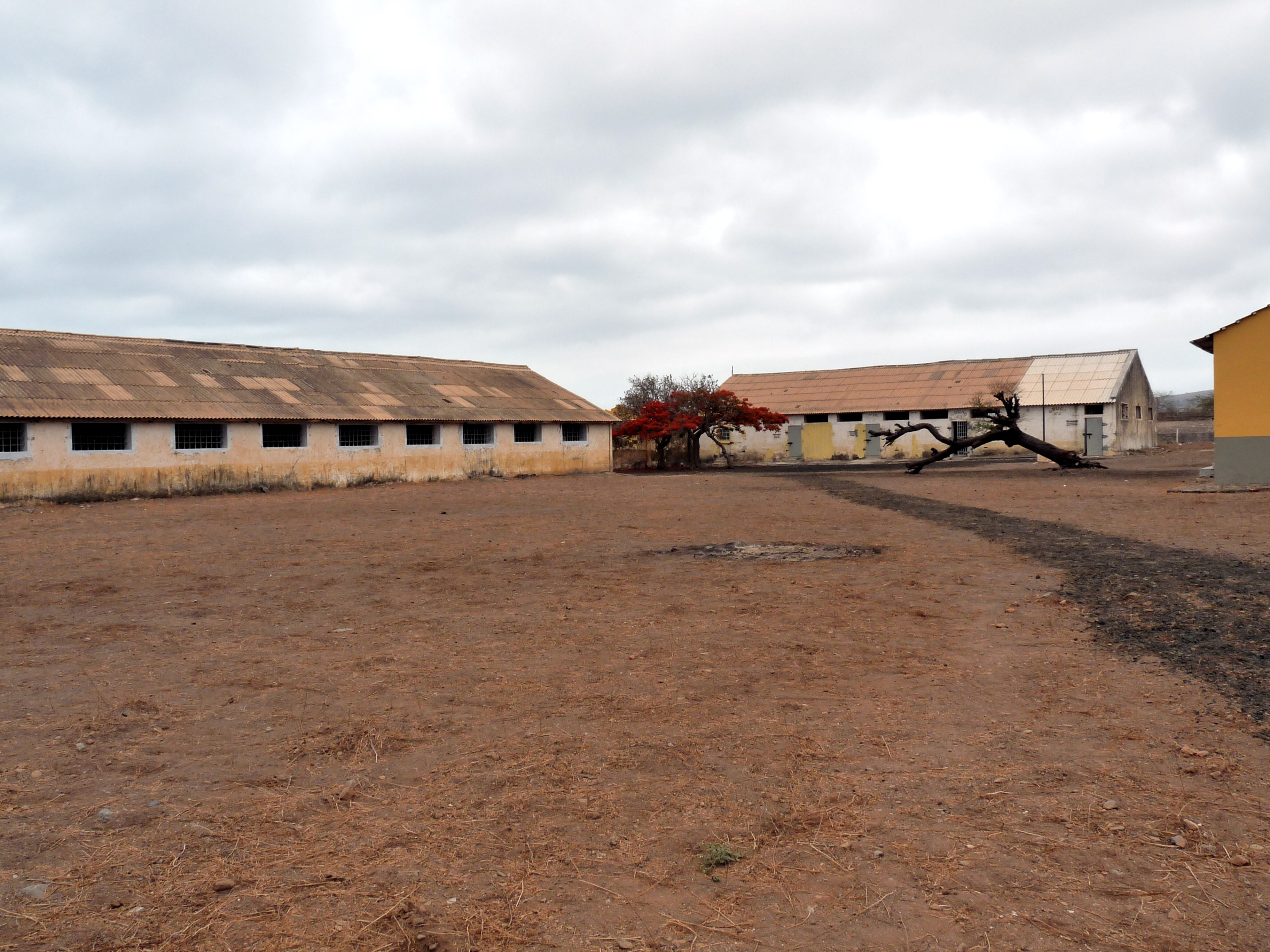
Interior do Campo de Concentração do Tarrafal, em 2009.

### Carreira política
Pedro dos Santos Soares iniciou o seu activismo político ainda durante a juventude tendo participado em várias greves académicas e outros movimentos de estudantes contra o Estado Novo. Em Lisboa, integrou-se nos Grupos de Defesa Académica e na Federação da Juventude Comunista. Também colaborou na imprensa anti-fascista, incluindo no jornal República e em três periódicos de Beja. Foi nessa altura que se integrou no Partido Comunista Português. Foi preso pela primeira vez em Março de 1934, durante uma manifestação de estudantes em Lisboa, tendo sido libertado pouco tempo depois. Passou cerca de doze anos como prisioneiro do regime, tendo passado por vários estabelecimentos prisionais, incluindo Aljube, Caxias, Peniche, Porto, e o Campo de Concentração do Tarrafal. Foi um dos primeiros prisioneiros no Tarrafal, para onde seguiu em 1936, e foi libertado em 1940. Entre 1940 e 1941, foi um dos responsáveis pela reorganização do partido, e esteve presente em várias manifestações de estudantes. Foi novamente preso em 1942, tendo regressado ao Tarrafal de 1943 a 1946, onde escreveu um livro sobre a sua experiência, Tarrafal: Campo da Morte Lenta, que foi editado pelo Partido Comunista em 1947.
Esteve em Moçambique de 1947 a 1950, para ajudar a organizar o PCP naquela colónia.
A 26 de setembro de 1949, casou civilmente em Lisboa, por procuração, com Maria Luísa da Costa Dias, tendo estado representado pelo pai, Luís António Soares. No dia seguinte, foi celebrado casamento católico na igreja paroquial de São Sebastião da Pedreira, em Lisboa.
Em 1953 integrou-se no Comité Central do partido, onde esteve até falecer, em 1975. Em 1954, voltou a ser preso, na prisão da Polícia Internacional e de Defesa do Estado no Porto, mas conseguiu evadir-se ainda nesse ano. Em Janeiro de 1960 volta a ser preso, desta vez no Forte de Peniche, embora tenha fugido ainda nesse mês, num grupo onde também se incluía Álvaro Cunhal. Nesse ano viajou para o estrangeiro em representação do partido, tendo dirigido a Frente Patriótica de Libertação Nacional, em Argel. Regressado a Portugal após a Revolução de 25 de Abril de 1974, que restaurou a democracia no país. Nesse ano foi eleito como deputado nas Eleições Constituintes de 1975, pelo Distrito de Santarém.

### Morte
Pedro dos Santos Soares morreu na madrugada de 10 de Maio de 1975 num acidente de automóvel, em conjunto com a sua esposa, a médica Maria Luísa da Costa Dias. Estavam a circular pela auto-estrada perto de Vila Franca de Xira, quando o automóvel em que seguiam foi abalroado por um veículo em grande velocidade, que se pôs em fuga.

## Homenagens
Em Janeiro de 2015, o Partido Comunista Português celebrou o centenário de Pedro Soares com várias iniciativas, incluindo o descerramento de uma placa no largo com o seu nome, na aldeia de Trigaches. Foi igualmente planeada uma exposição na Casa do Alentejo, em Lisboa, e homenagens na Biblioteca Municipal de Beja e na Sede da União de Freguesias de Trigaches e São Brissos, onde também foi feita uma exposição alusiva a Pedro Soares. A cerimónia na Casa do Alentejo incluiu a apresentação do seu livro Escritos Políticos, a leitura de uma carta que Pedro Soares enviou ao partido quando foi enviado ao Tarrafal pela segunda vez, e uma sessão musical com um grupo coral do Alentejo.

## Obras publicadas
- Tarrafal: Campo da Morte Lenta (1947)
- Escritos Políticos